# (4) Vesta
Vesta és el tercer major asteroide del cinturó d'asteroides, amb 468 km de diàmetre, i el quart que fou descobert. La seva grandària i superfície inusualment brillant fan de Vesta l'asteroide més brillant. És l'únic asteroide de vegades visible a ull nu, semblant a una estrella de 6a magnitud.
Fou descobert el 29 de març de 1807 des de Bremen pel metge i físic alemany Heinrich Wilhelm Olbers, les aficions del qual el van dur a estudiar l'òrbita d'aquests astres (de fet, va descobrir cinc astres, a més de Vesta i (2) Pal·les). Olbers va batejar l'asteroide com a Vesta, la dea verge romana de la llar, a causa d'un suggeriment del prominent matemàtic Carl Friedrich Gauss.
Després del descobriment de Vesta en el 1807, no es va trobar cap altre asteroide durant 38 anys. El següent va ser (5) Astrea.

## Estudis

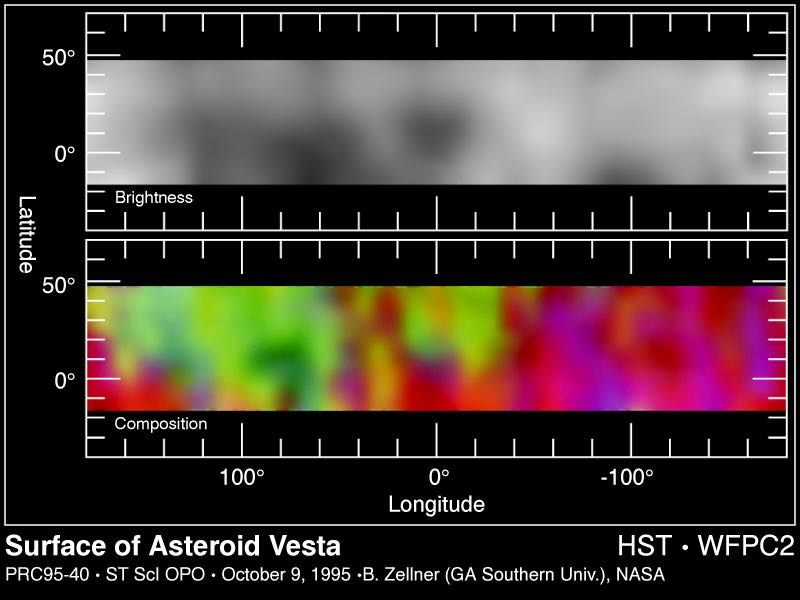
Mapes de la superfície de Vesta obtinguts pel telescopi espacial Hubble el 1994

En els primers temps del sistema solar, Vesta estava prou calent perquè el seu interior es fongués. Això va provocar la seva diferenciació dels asteroides. És probable que tingui una estructura estratificada: un nucli metàl·lic de ferro-níquel envoltat d'un mantell d'olivina. La superfície és de roca basàltica formada d'antigues erupcions volcàniques; òbviament, va existir alguna classe de breu activitat volcànica. Això fa que Vesta sigui diferent d'altres asteroides i en un cert sentit s'apropa als planetes terraqüis, que van sofrir processos geològics similars.
No obstant això, no va ser l'únic de la seva classe: originàriament, van existir amb probabilitat dotzenes de grans planetoides, però tots els altres es van fer trossos durant els primers temps de caos, formant famílies d'asteroides més petits. Es creu que els asteroides metàl·lics de ferro-níquel procedeixen dels nuclis d'aquests grans cossos, mentre que els rocosos procedeixen dels seus mantells i escorces.
Ni tan sols Vesta ha romàs intacte. El 1996 el telescopi espacial Hubble va detectar un cràter enorme a Vesta, amb una grandària de 430 km i potser 1.000 milions d'anys d'antiguitat. Es creu que aquest cràter pot ser l'origen dels petits asteroides de tipus V (o Vestoides) que es coneixen en l'actualitat.
El 2001, es va determinar que un d'aquests asteroides anomenat (1929) Kollaa no sols era un tros de Vesta, sinó també que el lloc exacte de la seva formació va ser la part profunda de l'escorça.
L'efecte Iarkovski juntament amb la pertorbació provocada per planetes i asteroides fan que la família Vesta es dispersi. Algun d'aquests asteroides, com (9969) Braille, s'han convertit en asteroides propers a la Terra. Fragments més petits han plogut com a meteorits. Es creu que Vesta és l'origen dels meteorits HED.
L'Institut de Ciència Especial i Astronàutica (ISAS, Institute of Space and Astronautical Science) va informar que els seus investigadors havien trobat aigua a Vesta després de dur a terme observacions amb el telescopi d'infrarojos de 3,8 m UKIRT en març de 2003. Es creu que els "minerals hidratats i/o hidroxidats de la superfície" procedeixen d'impactes d'asteroides condrites carbonatats més que de Vesta en si mateix.